# Luis Manuel Otero Alcántara
Luis Manuel Otero Alcántara (2 de diciembre de 1987) es un artista de performance y disidente cubano, conocido por sus actuaciones públicas que critican abiertamente al gobierno cubano y sus políticas totalitarias. Artista autodidacta, Alcántara vive en el barrio El Cerro de La Habana. Desde 2018, Alcántara ha sido arrestado decenas de veces por sus actuaciones que infringen el Decreto 349, una ley cubana que requiere que los artistas obtengan permiso anticipado para exhibiciones y representaciones públicas y privadas.

## Protestas y arrestos
En 2017 Alcántara fue detenido por "estar en posesión ilícita de materiales de construcción" en relación con su labor como cofundador de la Bienal #00 de la Habana, evento alternativo a la Bienal de La Habana oficial.
En abril de 2019 Alcántara fue detenido por la policía cubana durante su participación en un evento satélite de la Bienal de La Habana.
El 10 de agosto de 2019 Alcántara fue detenido en La Habana durante parte de su actuación Drapeau. En el trabajo, llevaba una bandera cubana sobre sus hombros, desafiando una ley de 2019 que dictaba cómo se podía usar la bandera.
El 1 de marzo de 2020 Alcántara fue detenido en La Habana por los cargos de profanar símbolos patrios y daños materiales. Al momento de su detención, se encontraba en camino de sumarse a una protesta en el Instituto Cubano de Radio y Televisión contra la censura de dos hombres besándose en la televisión.
En noviembre de 2020, Alcántara participó en una huelga de hambre como parte del Movimiento San Isidro. Alcántara y otros manifestantes fueron detenidos dos veces por la policía durante la protesta. El 3 de diciembre de 2020 salió de la cárcel, pero volvió a ser arrestado el mismo día cuando se unió a otra protesta. Fue puesto en libertad bajo arresto domiciliario el mismo día.
En abril de 2021, inició otra huelga de hambre, lo que atrajo una atención generalizada y una cobertura mediática mundial. Al parecer, agentes de seguridad del Estado vestidos de civil irrumpieron en la casa de Alcántara y lo detuvieron a él y a la poeta Afrika Reina. Para justificar su asalto, los agentes afuera de la casa gritaron: “¡Qué viva la revolución! ¡Qué viva Fidel! ” Los agentes también confiscaron algunas de las obras de arte más recientes de Otero. En el marco de las manifestaciones del 11 de julio, Otero Alcántara fue detenido e internado en el centro penitenciario de Guanajay donde inició una nueva huelga de hambre el 27 de septiembre  a la que puso fin el 15 de octubre. El 15 de septiembre de 2021 la revista Time lo incluyó en la lista de las cien personas más influyentes del mundo.  Otero Alcantara continúa encarcelado hasta el presente.

## Premios
En 2022, Alcántara fue uno de los seis ganadores del Premio Claus Impact 2022 por sus actuaciones que abordan las condiciones críticas que enfrentan los ciudadanos cubanos. Los otros seis destinatarios incluyen a Ailton Krenak , Alain Gomis, Hassan Darsi, María Medrano y May al-Ibrashy.